# Narseu
Narseu (em latim: Narseus) foi oficial persa do século IV, ativo durante o reinado do xá Sapor II (r. 309–379). Em 357/358, foi enviado como emissário à corte do imperador Constâncio II (r. 337–361). Em 29 de maio de 363, quando Juliano, o Apóstata (r. 361–363) sitia Ctesifonte, ele, Pigranes e Surena foram derrotados e obrigados a fugir para o interior das muralhas da cidade.